# Nematanthus nervosus
Nematanthus nervosus là một loài thực vật có hoa trong họ Tai voi. Loài này được (Fritsch) H.E. Moore mô tả khoa học đầu tiên năm 1973.